# Гайспольсайм (кантон)
Гайспольса́йм (фр. Canton de Geispolsheim) — упразднённый кантон на северо-востоке Франции, в регионе Эльзас, департамент Нижний Рейн, округ Страсбур-Кампань. Площадь кантона Гайспольсайм составляла 97,38 км², количество коммун в составе кантона — 10, численность населения 32 962 человека (по данным INSEE, 2012), при средней плотности 338 жителей на квадратный километр (км²).

## История
Кантон был создан в 1793 году.
С 1940 по 1945 год территория была оккупирована гитлеровской Германией.
До административной реформы 2015 года в состав кантона входило 10 коммун. По закону от 17 мая 2013 и декрету от 18 февраля 2014 года количество кантонов в департаменте Нижний Рейн уменьшилось с 44 до 23. Новое территориальное деление департаментов на кантоны вступило в силу во время выборов 2015 года. После реформы кантон был упразднён.

## Консулы кантона
| Период    | Консул                 | Должность                                     |
| --------- | ---------------------- | --------------------------------------------- |
| 1945—1973 | Charles Reichenshammer | Мэр коммуны Илькирш-Граффенштаден (1953—1971) |
| 1973—1998 | Marcel Geistel         | Мэр коммуны Гайспольсайм (1983—1995)          |
| 1998—2015 | Sébastien Zaegel       | Мэр коммуны Гайспольсайм (с 1995)             |

## Состав кантона
До марта 2015 года кантон включал в себя 10 коммун:
| Код INSEE | Коммуна      | Французское название | Почтовый индекс | Площадь, км² | Население (2013) | Плотность, чел/км² |
| --------- | ------------ | -------------------- | --------------- | ------------ | ---------------- | ------------------ |
| 67049     | Блесайм      | Blaesheim            | 67113           | 9,96         | 1271             | 127,6              |
| 67108     | Дюпигайм     | Duppigheim           | 67120           | 7,38         | 1570             | 212,7              |
| 67124     | Энтсайм      | Entzheim             | 67960           | 8,17         | 2073             | 253,7              |
| 67131     | Эшо          | Eschau               | 67114           | 11,83        | 4763             | 402,6              |
| 67137     | Фегерсайм    | Fegersheim           | 67640           | 6,25         | 5440             | 870,4              |
| 67152     | Гайспольсайм | Geispolsheim         | 67118           | 21,95        | 7133             | 325,0              |
| 67212     | Ольтсайм     | Holtzheim            | 67810           | 6,91         | 3584             | 518,7              |
| 67247     | Кольбсайм    | Kolbsheim            | 67120           | 3,33         | 853              | 256,2              |
| 67268     | Липсайм      | Lipsheim             | 67640           | 4,96         | 2493             | 502,6              |
| 67378     | Плобсайм     | Plobsheim            | 67115           | 16,64        | 4181             | 251,3              |

В результате административной реформы в марте 2015 года кантон был упразднён. Коммуны Плобсайм и Эшо переданы в состав кантона Илькирш-Граффенштаден (округ Страсбур), коммуна Дюпигайм передана в состав кантона Мольсем (округ Мольсем), а остальные 7 коммун переданы в состав вновь созданного кантона Ленгольсайм (округ Страсбур).